# Nigrocapillocoris
Nigrocapillocoris is een geslacht van wantsen uit de familie van de Miridae (Blindwantsen). Het geslacht werd voor het eerst wetenschappelijk beschreven door Stichel in 1956.

## Soorten
Het genus bevat de volgende soort:

- Nigrocapillocoris ochraceus (J. Scott, 1872)